# Livre de coordenadas
O tratamento livre de coordenadas, ou sem o uso de coordenadas, de um tópico de uma teoria científica ou matemática desenvolve seus conceitos em qualquer forma de variedade sem referência a qualquer sistema de coordenadas particular.